# Lewan Rewasowitsch Gabriadse

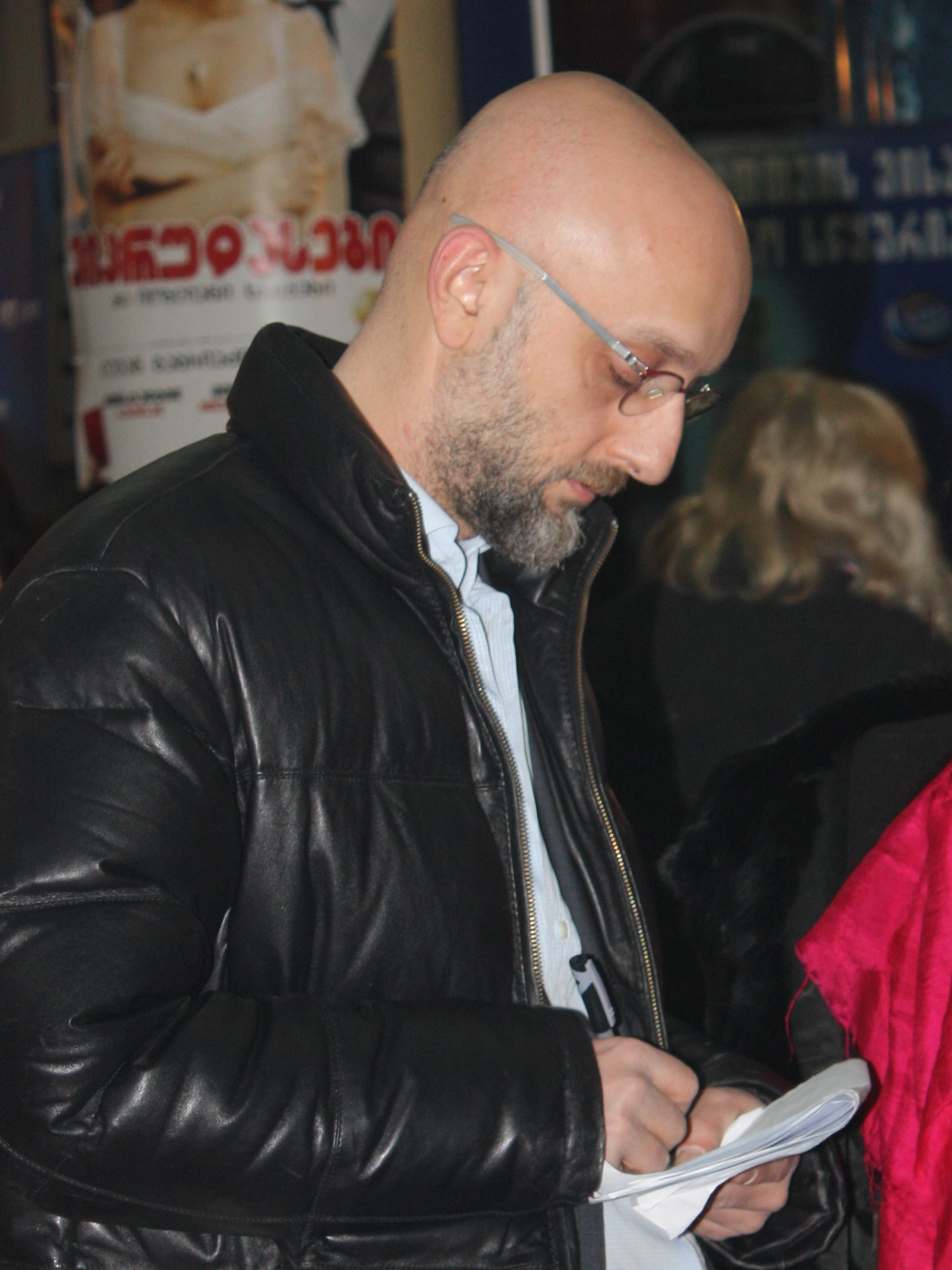
Gabriadse bei der Premiere seines Films Lucky Trouble – Der Trainer will heiraten (2011)

Lewan „Leo“ Rewasowitsch Gabriadse (georgisch ლევან რევაზის ძე გაბრიაძე; russisch Лева́н Рева́зович Габриа́дзе, englisch transkribiert Levan Gabriadze; * 16. November 1969 in Tiflis) ist ein georgisch-russischer Schauspieler und Regisseur. 

## Leben
Gabriadse wurde 1969 in Tiflis geboren. Sein Vater war der im Juni 2021 verstorbene Autor und Regisseur Rewas Gabriadse. 
Bereits im Alter von 12 Jahren wirkte er an Filmproduktionen seines Vaters mit. Ab Ende der 1970er Jahre folgten erste Auftritte als Schauspieler. 
2011 drehte er seinen ersten Film Lucky Trouble – Der Trainer will heiraten. Im Jahr 2014 entstand unter seiner Regie der Horrorfilm Unknown User.

## Filmografie (Auswahl)
Schauspieler
- 1986: Kin-dsa-dsa! (russisch Кин-дза-дза!)
- 1990: Pasport (russisch Паспорт)

Regisseur
- 2011: Lucky Trouble – Der Trainer will heiraten (russisch Выкрутасы)
- 2011: Yolki 2 (russisch Ёлки 2, Regie eines Segments)
- 2013: Yolki 3 (russisch Ёлки 3, Regie eines Segments)
- 2014: Unknown User (Unfriended)
- 2018: Rezo (Dokumentarfilm)